# Il prigioniero del terrore
Il prigioniero del terrore (Ministry of Fear) è un film del 1944 diretto da Fritz Lang.

## Trama
Appena dimesso da una clinica psichiatrica, Stephen Neale capita in una piccola fiera di beneficenza dove la vincita di una torta lo porta al centro di una trama di spionaggio sempre più intricata e sinistra, in cui nulla è quello che sembra. Sotto la continua minaccia dei bombardieri tedeschi su Londra, fra sedute spiritiche, inseguimenti ed omicidi, alle prese con un nemico che si nasconde e si trasforma da un'ora all'altra, l'onestà e l'ostinazione di Neale vengono messi a durissima prova e perfino sull'amore appena sbocciato si allunga l'ombra del dubbio.

## Produzione

### Soggetto
La Paramount Pictures aveva acquistato i diritti sul libro omonimo di Graham Greene (il libro è stato pubblicato in Italia con il titolo Quinta colonna).
Il romanzo era piaciuto a Lang che accettò con entusiasmo la proposta fattagli dalla Paramount di ricavarne un film. Contrariamente alla sua abitudine di trattare personalmente con il produttore, affidò il compito di stilare il contratto ad un suo agente, che tralasciò di includere la clausola con cui Lang si riservava il diritto di apportare modifiche alla sceneggiatura. In seguito il produttore Seton I. Miller, un ex sassofonista, autore della sceneggiatura, si rifiutò di accettare cambiamenti del regista che fu seriamente tentato di rinunciare al progetto, ma il contratto ormai era firmato e Lang onorò l'impegno.

### Riprese
La lavorazione del film durò 7 settimane.

### Prima
La prima si ebbe 16 ottobre 1944. Il film fu girato prima de La donna del ritratto, ma fu distribuito cinque giorni dopo.

## Critica
Luc Moullet:
«La struttura langhiana non è mai stata così elaborata come in Prigioniero del terrore, il cui universo, costruito senza l'aiuto di effetti luminosi o di scenografie è esattamente quello di Kafka, molto lontano da quello del romanzo di Graham Greene. Lo spettatore si identifica con il protagonista, subisce con lui le stesse brutte sorprese e cade nelle stesse trappole. Bombe ad orologeria, tavolini che ballano, macchine infernali, morti risuscitati, falsi ciechi, c'è tutto. Neale, Jasper, il protagonista di Maschere e pugnali e anche Thornsdike, il protagonista di Duello mortale, attraversano questa realtà da incubo con un'impassibilità, un sangue freddo che assicurano loro la vittoria su un mondo tanto più forte».

## Il personaggio principale
Stefano Socci:
«La frustrazione di Neale è la stessa di Joe Wilson (Furia) e Eddie Taylor (Sono innocente). Perseguitato dal prossimo, randagio nella metropoli fredda e ostile, l'eroe purtroppo non ha niente in comune con il brillante Thorndike di Man Hunt (Duello mortale). A Londra si gioca una feroce guerra di spie. Posta: la libertà. Neale si ritrova solo nel suo paese assediato da Hitler, una ragazza coraggiosa gli è accanto, fornendoci una flebile variante del modello Man Hunt: Carla fugge il nazismo, ma è pur sempre un'austriaca. Estraneo in patria, Neale è soccorso da una straniera».

## Sequenze notevoli
Si segnalano alcune celebri sequenze del film per evidenziare come, anche un lavoro considerato minore e sceneggiato da altri, sia diventato un tipico film langhiano, dello stesso genere de Il dottor Mabuse e de L'inafferrabile.
«...l'opera di un perfezionista come Lang trasforma qualunque film a cui lavora in una cosa sua».

### Sequenza iniziale
(Stephen Neale)
Già i titoli di testa scorrono sull'immagine di contrappesi e di un pendolo oscillante. 
Il film inizia con il primo piano del quadrante di un orologio che segna le sei meno cinque. Il silenzio è rotto soltanto dal ticchettio delle lancette. La macchina da presa si sposta più indietro per svelare una stanza nella luce cupa del crepuscolo e inquadrare l'ombra di un giovane seduto su una poltrona. La porta si apre e un fascio di luce taglia il buio. L'orologio segna ormai le sei. Un distinto signore di mezza età, che fuma la pipa, annuncia al giovane che è libero di andarsene, e mentre lo accompagna a un portone pesantemente sbarrato, gli raccomanda di tenersi alla larga dalla polizia. Tutto ciò fa pensare che il luogo sia un carcere, ma l'obiettivo si ferma su un'insegna: "Lembridge Asylum" (manicomio di Lembridge).
«Tutto è incerto, l'atmosfera di tensione è accresciuta dal fatto che non si conosce il passato del giovane. Questa parte del mistero sarà chiarita solo molto più avanti nel film, sicché il giudizio sugli avvenimenti resta sempre sospeso».
«L'inizio del film coniuga il tema del tempo e il momento della rinascita»

### La seduta spiritica
Neale viene coinvolto in una seduta spiritica orchestrata con la stessa abilità dimostrata da Lang in alcune scene de Il dottor Mabuse.
Il cerchio di persone attorno al tavolo è misteriosamente illuminato da una luce centrale mentre l'obiettivo passa in panoramica da un volto all'altro. Tra loro c'è l'elegante signor Costa. Lo spirito interpellato dalla medium indica Neale e parla di veleno e del ticchettio di un orologio. Neale innervosito si scioglie dal cerchio, si alza in piedi. Si ode uno sparo e il signor Costa cade a terra. Il dottor Forrester ne decreta la morte e Neale è accusato di assassinio.
«L'atmosfera è costruita con un uso geniale dell'immagine, del suono, dell'illuminazione; tutto è logico, laconico, snervante».

### La sequenza delle "forbici"
Seguendo le tracce del dottor Forrester, Neale e l'ispettore giungono dal suo sarto. Costui si rivela essere il signor Costa, creduto morto, e si presenta brandendo minacciosamente un enorme paio di forbici da sarto. Compone con la punta del tagliente arnese un numero telefonico, gesticola paurosamente: lo spettatore attende che da un momento all'altro attacchi e colpisca. Invece sparisce nel suo ufficio privato. Abbattuta la porta si scopre che si è suicidato con le famigerate forbici.